# Asia Hogan-Rochester
Pour les articles homonymes, voir Hogan et Rochester.
Pas d'image ? Cliquez ici

a Compétitions nationales et continentales officielles uniquement.

b Matchs officiels uniquement.
Dernière mise à jour le 21 octobre 2024.
Asia Hogan-Rochester, née le 20 avril 1999 à Toronto (Canada), est une joueuse internationale canadienne de rugby à XV et internationale de rugby à sept évoluant au poste d'ailier.

## Biographie
Asia Hogan-Rochester naît le 20 avril 1999 à Toronto au Canada.
Elle a remporté avec l'équipe du Canada de rugby à sept la médaille d'argent du tournoi féminin des Jeux olympiques d'été de 2024, organisés à Paris.